# Gouvernement Georgië-Imeretië
Het gouvernement Georgië-Imeretië (Russisch: Грузинская-Имеретинская губерния, Groezinskaja-Imeretinskaja goebernija) was een gouvernement (goebernija) van het keizerrijk Rusland. Het gouvernement bestond van 10 april 1840 tot 14 december 1846 en had Tbilisi (Tiflis) als hoofdstad. Het gouvernement ontstond door het samenvoegen van het gouvernement Georgië en de oblasten Imeretië en Armenië. Het werd in 1846 gesplitst in de gouvernementen Tiflis en Koetais.